# NGC 2426
NGC 2426 is een elliptisch sterrenstelsel in het sterrenbeeld Lynx. Het hemelobject werd op 10 maart 1790 ontdekt door de Duits-Britse astronoom William Herschel.

## Synoniemen
- UGC 3977
- MCG 9-13-38
- ZWG 262.22
- VV 284
- PGC 21648